# Johan Bergsten
Johan Bergsten, född 27 december 1799 i Norra Vrams församling, Malmöhus län, död 16 februari 1852 i Gustavi domkyrkoförsamling, Göteborgs stad, var en svensk domkyrkoorganist i Göteborg.

## Biografi
Johan Bergsten föddes 1799 i Norra Vrams församling. Han var 1838–1852 domkyrkoorganist i Gustavi domkyrkoförsamling. Bergsten arbetade även som hovsekreterare och avled 1852 i Gustavi domkyrkoförsamling.